# 若井基安
若井 基安（わかい もとやす、1963年8月11日 - ）は、奈良県出身の元プロ野球選手（内野手・外野手）。右投げ左打ち。

## 経歴

### プロ入り前
PL学園高校では、1981年春の第53回選抜高等学校野球大会に1番打者、右翼手として出場。決勝で印旛高を降し優勝を飾る。同期に西川佳明（投手）、吉村禎章（主将、一塁手）らがいる。1982年に高校を卒業後、チームメイトの西川や田淵哲也（捕手）らと共に法政大学に進学。1983年の大学2年時から2番打者、3年時から1番打者、二塁手として活躍。東京六大学野球リーグでは3回優勝、ベストナイン（二塁手）に2回選出される。全日本大学野球選手権大会では1982年・1984年・1985年の計3回優勝。1984年から２年連続で日米大学野球選手権大会日本代表に選ばれた。大学の2年上に銚子利夫、小早川毅彦、山崎正之らのクリーンアップ、1年上に秦真司、伊吹淳一、島田茂、川崎泰介、山越吉洋、同期に西川や西山竜二、1年下に猪俣隆や石井丈裕両投手らがいる。
社会人の日本石油へ入社。1年目の1986年はエース岡田邦彦を擁し第57回都市対抗野球大会に出場。鈴木慶裕と1・2番コンビを組んで5試合のうち4試合で適時打を放ち、8打点を挙げる。決勝ではNTT北陸との乱打戦を制し優勝、鈴木とともに若獅子賞を獲得する。他のチームメイトに武智勇治（東芝から補強）、玉川寿らがいた。翌1987年の第58回都市対抗野球大会では1回戦のNTT信越戦で敗退。チームの2連覇はならなかったものの、この試合では3点本塁打を放つ活躍を見せている。

### プロ入り後
1987年のドラフト会議で2位指名で南海ホークスに入団。高校・大学・社会人ですべて日本一を経験していることから即戦力として期待が高く、1988年の開幕戦では三塁手、7番打者に抜擢される。しかし不慣れな三塁でお粗末な守りを連発し、6月には藤本博史が三塁手に回ったためレギュラーの座を失う。
球団名が福岡ダイエーホークスに変わった1989年は指名打者、右翼手として起用され、84試合に先発出場。規定打席には届かなかったが打率.281を残す。しかし外野には山本和範・岸川勝也・佐々木誠など強打者が多く、レギュラー定着とまでは行かなかった。1990年はウィリー・アップショーが成績不振で途中帰国したため、後半戦から5番打者、一塁手として起用された。1991年は故障もあって出場機会が激減。しかし1992年には復活し、巧みなバットコントロールを武器に代打の切り札として好結果を残す。
1994年には右翼手、二塁手として63試合に先発。しかし同年に入団した小久保裕紀が1995年に二塁手に定着すると代打での出場が多くなる。1996年は開幕から指名打者として起用される。小久保の不調もあり、シーズン中盤には14試合で4番打者を経験した。同年は一塁手、左翼手も兼ね87試合に先発出場。1999年は一軍出場なしに終わり、この年限りで戦力外通告を受け引退。この年ダイエーは日本一となり、若井は最後の最後にプロでも日本一を経験した。

### 現役引退後
引退後はすぐに編成部担当となり、2002年から親会社がソフトバンクに代わったのを経て2012年までスカウトを務め、三瀬幸司、柳田悠岐を担当した。2013年からは三軍打撃コーチに転じていたが、2014年10月5日にシーズン限りで退団することが発表された。
退団後は会社員やボーイズリーグのコーチをしていたが、元々「アマチュアの指導をしたい」との思いがあり、プロ野球時代のつてで声がかかり、2016年9月に高川学園高等学校野球部監督に就任したが、2017年5月にわずか8か月で監督を退任した。

## 人物
実兄の若井康至は天理高等学校で甲子園に出場し、南陽工業高等学校の津田恒美から本塁打を放った。また2013年に奈良県立大和広陵高等学校野球部監督として第85回記念選抜高等学校野球大会への出場を果たしている。
クリスタルキングのボーカルである田中昌之とは仲が良い。事故で、かつてのようなハイトーンボイスが出ず歌を辞めようかと思った彼に「いつかは変化球で勝負しなければならない日が来る。お前はその勇気がないのか」と諭し、これがきっかけで、田中昌之は歌手を続けるようになった。

## 詳細情報

### 年度別打撃成績
| 年 度      | 球 団         | 試 合 | 打 席 | 打 数 | 得 点 | 安 打 | 二 塁 打 | 三 塁 打 | 本 塁 打 | 塁 打 | 打 点 | 盗 塁 | 盗 塁 死 | 犠 打 | 犠 飛 | 四 球 | 敬 遠 | 死 球 | 三 振 | 併 殺 打 | 打 率 | 出 塁 率 | 長 打 率 | O P S |
| ---------- | ------------- | ----- | ----- | ----- | ----- | ----- | -------- | -------- | -------- | ----- | ----- | ----- | -------- | ----- | ----- | ----- | ----- | ----- | ----- | -------- | ----- | -------- | -------- | ----- |
| 1988       | 南海 ダイエー | 72    | 132   | 116   | 14    | 29    | 1        | 0        | 2        | 36    | 9     | 6     | 1        | 3     | 0     | 13    | 1     | 0     | 13    | 3        | .250  | .326     | .310     | .636  |
| 1989       | 南海 ダイエー | 108   | 349   | 292   | 45    | 82    | 13       | 3        | 1        | 104   | 23    | 9     | 7        | 9     | 1     | 47    | 2     | 0     | 24    | 3        | .281  | .379     | .356     | .735  |
| 1990       | 南海 ダイエー | 64    | 209   | 189   | 18    | 50    | 8        | 1        | 2        | 66    | 22    | 3     | 1        | 1     | 1     | 18    | 1     | 0     | 15    | 4        | .265  | .327     | .349     | .676  |
| 1991       | 南海 ダイエー | 3     | 5     | 5     | 0     | 0     | 0        | 0        | 0        | 0     | 0     | 0     | 0        | 0     | 0     | 0     | 0     | 0     | 1     | 1        | .000  | .000     | .000     | .000  |
| 1992       | 南海 ダイエー | 44    | 56    | 51    | 4     | 14    | 1        | 0        | 0        | 15    | 7     | 0     | 0        | 0     | 1     | 4     | 0     | 0     | 11    | 0        | .275  | .321     | .294     | .615  |
| 1993       | 南海 ダイエー | 63    | 143   | 133   | 12    | 45    | 5        | 0        | 2        | 56    | 14    | 3     | 1        | 0     | 1     | 9     | 0     | 0     | 13    | 1        | .338  | .378     | .421     | .799  |
| 1994       | 南海 ダイエー | 90    | 253   | 221   | 20    | 70    | 5        | 0        | 1        | 78    | 16    | 1     | 2        | 1     | 1     | 30    | 1     | 0     | 30    | 4        | .317  | .397     | .353     | .750  |
| 1995       | 南海 ダイエー | 60    | 111   | 101   | 4     | 26    | 6        | 0        | 0        | 32    | 12    | 0     | 1        | 0     | 1     | 9     | 1     | 0     | 15    | 3        | .257  | .315     | .317     | .632  |
| 1996       | 南海 ダイエー | 108   | 360   | 328   | 32    | 83    | 6        | 3        | 0        | 95    | 19    | 0     | 1        | 2     | 2     | 28    | 0     | 0     | 35    | 10       | .253  | .310     | .290     | .600  |
| 1997       | 南海 ダイエー | 80    | 224   | 194   | 22    | 56    | 6        | 0        | 1        | 65    | 17    | 0     | 0        | 0     | 3     | 27    | 1     | 0     | 20    | 3        | .289  | .371     | .335     | .706  |
| 1998       | 南海 ダイエー | 40    | 41    | 32    | 4     | 8     | 1        | 0        | 0        | 9     | 1     | 1     | 0        | 0     | 0     | 9     | 0     | 0     | 3     | 2        | .250  | .415     | .281     | .696  |
| 通算：11年 | 通算：11年    | 732   | 1883  | 1662  | 175   | 463   | 52       | 7        | 9        | 556   | 140   | 23    | 14       | 16    | 11    | 194   | 7     | 0     | 180   | 34       | .279  | .352     | .335     | .687  |

- 南海（南海ホークス）は、1989年にダイエー（福岡ダイエーホークス）に球団名を変更

### 記録
- 初出場・初先発出場：1988年4月9日、対西武ライオンズ1回戦（西武ライオンズ球場）、7番・三塁で先発出場
- 初本塁打：1988年5月8日、対日本ハムファイターズ5回戦（山形県野球場）、4回表に佐藤誠一から

### 背番号
- 14（1988年 - 1991年）
- 25（1992年 - 1999年）
- 99（2013年 - 2014年）